# Apleurotropis mini
Apleurotropis mini är en stekelart som först beskrevs av Girault 1937.  Apleurotropis mini ingår i släktet Apleurotropis och familjen finglanssteklar. Inga underarter finns listade i Catalogue of Life.